# 최호진
최호진(1966년 9월 14일 ~ )은 대한민국의 배우이자 리포터, MC이다.

## 이력
1987년 KBS 공채 12기 입사.데뷔하였다.
1995년 전주 예술 고등학교 연극영화과 학과장
2003년 중부 대학교 연극영화과 겸임교수
2005년 Red Charcoal Grill Restaurant 운영 - 캘리포니아 산호세
2007년 - 현재 New Star Realty & Mgmt of Metro NY/NJ - 부사장
2007년 뉴저지 상공 회의소 부회장
2015년 미주 한인 상공 회의소 문화분과위원회 위원장

## 학력
- 예일 초등학교
- 불광 중학교
- 충암고등학교
- 중앙대학교 연극영화학과 학사
- 중앙대학교 대학원 예술학 석사

## 출연작

### 영화
- 2001년 《외계의 제19호 계획》
- 2003년 《마들렌》... 최 대리 역
- 2005년 《그때 그사람들》... 각부 장관/장군 역

### 드라마
- 1987년 ~ 1991년 : KBS 1TV 일일연속극 《사랑이 꽃피는 나무》
- 1989년 : KBS 1TV 8부작 특별기획드라마 《지리산》
- 1990년 : MBC TV 대하드라마 《조선 왕조 오백년 - 대원군》
- 1991년 ~ 1992년 : KBS 2TV 아침드라마 《그리고 흔들리는 배》
- 1992년 : SBS TV 주말 드라마
- 1993년 ~ 1994년 : KBS 1TV 일일연속극 《당신이 그리워질 때》
- 1994년 ~ 1996년 : SBS TV 일요아침드라마 《까치네》

### 시트콤
- 1993년 ~ 1994년 SBS TV 일일시트콤 《오경장》
- 2001년 iTV 시트콤 《공회장네 식구들》

### 방송
- KBS 2TV 《생방송 아침을 달린다》 리포터
- KBS 2TV 《가족오락관》 게스트
- KBS 2TV 《생방송 좋은 아침입니다》 리포터
- KBS 2TV 《생방송 오늘》 리포터
- KBS 1TV 《세상은 넓다》 MC
- KBS 1TV 《TV 내무반 신고합니다》 리포터
- EBS < 효도우미 0700 > MC
- PBC < 퀴즈 교리 여행 > MC

### CF
- 1994년 롯데푸드 자이안트골드아이스크림

### 저서
- 2001년 : 눈물나게 맛있는 집
- 2003년 : 그래, 이 맛이야!
- www.nycnewstarrealty.com